# 府中市立府中明郷学園
府中市立府中明郷学園（ふちゅうしりつふちゅうめいきょうがくえん）は、広島県府中市にある公立の義務教育学校。
なお「府中明郷学園」は府中市立府中明郷中学校および府中市立府中明郷小学校との小中一貫校時の愛称でもあった。

## 概要
府中市の南側に位置する。周辺にオオムラサキの里、三郎の滝がある。校庭の前には御調川が流れる。

## 沿革
府中市立第三中学校
- 1960年（昭和35年）
  - 4月1日 - 府中市立第三中学校創立。校舎完成まで府中一中教場、諸田教場、河佐教場設置。
  - 10月20日 - 府中市篠根町656番地に新校舎建築起工式
- 1961年（昭和36年）
  - 5月1日 - 各教場閉鎖。元下川辺診療所跡・明郷小学校・下川辺公民館を借り受けて仮校舎に統合する。
  - 9月22日 - 校舎落成。校旗・校歌制定。
- 2008年（平成20年）4月1日 - 小中一貫教育本格実施開始。
- 2009年（平成21年）4月1日 - 府中市立第四中学校を統合。

府中市立明郷小学校
- 1868年（明治元年） - 寺子屋宗授庵創立
- 1876年（明治9年） - 御調郡篠根村篠根小学校創立
- 1880年（明治13年） - 御調郡篠根村公立篠根小学校となる。
- 1888年（明治21年） - 御調郡小学区篠根簡易小学校と校名変更
- 1891年（明治24年） - 御調郡下川辺篠根小学校と校名変更
- 1900年（明治33年） - 御調郡下川辺村立下川辺尋常小学校と校名変更
- 1920年（大正9年） -  御調郡下川辺尋常高等小学校と校名変更
- 1922年（大正11年） - 新校舎落成、移転
- 1941年（昭和16年） - 御調郡下川辺国民学校と校名変更
- 1947年（昭和22年） - 御調郡下川辺村立下川辺小学校と校名変更
- 1949年（昭和24年） - 芦品郡下川辺村立下川辺小学校と校名変更
- 1954年（昭和29年） - 府中市立下川辺小学校と校名変更
- 1959年（昭和34年） - 北校舎増築落成。府中市立岩谷小学校父石分校を統合。府中市立明郷小学校と校名変更。
- 1972年（昭和47年） - 府中市立河佐小学校を統合。
- 2008年（平成20年） - 小中一貫教育本格実施開始。
- 2009年（平成21年） - 府中市立久佐小学校、府中市立諸田小学校を統合
- 2010年（平成22年） - 府中市立北小学校を統合

府中明郷学園
- 2010年（平成22年） - 府中市立明郷小学校と府中市立第三中学校が統合し、小中一体型の府中明郷学園府中明郷小学校・府中明郷中学校として開校。
- 2017年（平成29年）4月1日 - 義務教育学校 府中市立府中明郷学園として開校[3]。

## 通学区域
- 三郎丸町、河南町、篠根町、僧殿町、河面町、父石町、河佐町、久佐町、諸毛町、小国町、阿字町、木野山町、行縢町、斗升町[4]

## 参考資料
- 府中市立第二中学校 - ウェイバックマシン（2006年5月4日アーカイブ分）